# Вильруа (род)
Вильруа (фр. Famille de Neufville de Villeroy) — знатный французский род получивший дворянское достоинство в начале XVI века.
Наиболее яркими представителями рода являются Никола де Нёвиль, сеньер де Вильруа (фр. Nicolas IV de Neufville de Villeroy; 1542—1617), который, сумел снискать благосклонность Екатерины Медичи и, сделавшись министром Карла IX, оставался в этой должности при последующих трех королях: Генрихе III, Генрихе IV и Людовике XIII. Он оставил после себя известные «Mémoires d'état, depuis 1567 jusqu'à 1604» (Париж, 1622 год; с продолжением до 1620 года, Париж, 1634).
Его внук Никола де Нёвиль, впоследствии 1-й герцог де Вильруа (фр. Nicolas de Neufville de Villeroy; 1598—1685) — военный и государственный деятель.
Его сын, Франсуа де Нёвиль (1644—1730) — 2-й герцог, маршал Франции, командовавший французскими войсками в войне за испанское наследство.